# Seven Types of Ambiguity
Seven Types of Ambiguity, es un drama australiano transmitido del 13 de abril del 2017 hasta el 18 de mayo del 2017 por medio de la cadena australiana ABC.
La serie estuvo basada en la aclamada novela "Seven Types of Ambiguity" del escritor australiano Elliot Perlman. El misterio psicológico es contado desde las perspectivas de los 7 personajes y los riesgos que cada uno toma en nombre del "amor".
La serie contó con la participación de los actores Freya Stafford, Jacek Koman, Eva Lazzaro, Marco Chiappi, entre otros...

## Historia
Cuando Sam Geraghty, un niño de seis años de edad es secuestrado de su escuela, sus padres, Joe y Anna entran en pánico y en una búsqueda frenética. Para el alivio de sus padres Sam regresa ileso y la policía arresta al ex-novio de su madre y maestro Simon Heywood, cuando comienzan a investigar a su cómplice y vecina, Angela descubren ella tiene una conexión intrigante con Joe, el padre de Sam.
El psqiuiatra y aliado de Simon, el doctor Alex Klima, su abogada Gina y Mitch, el mejor amigo de Joe, son introducidos en las enredadas relaciones y dilemas morales de la familia.

## Personajes[2]

### Personajes principales
| Actor              | Personaje      | Ocupación  | N.º de episodios | Temporada |
| ------------------ | -------------- | ---------- | ---------------- | --------- |
| Alex Dimitriades   | Joe Geraghty   | -          | 6                | 2017      |
| Xavier Samuel      | Simon Heywood  | ex-Maestro | 6                | 2017      |
| Hugo Weaving       | Dr. Alex Klima | Psiquiatra | 5                | 2017      |
| Leeanna Walsman    | Anna Geraghty  | -          | 5                | 2017      |
| Andrea Demetriades | Angela         | -          | 6                | 2017      |
| Anthony Hayes      | Mitch          | -          | 4                | 2017      |
| Susie Porter       | Gina Serkin    | Abogada    | 4                | 2017      |

### Personajes secundarios
| Actor             | Personaje       | Ocupación | N.º de episodios | Temporada |
| ----------------- | --------------- | --------- | ---------------- | --------- |
| Sara Peirse       | Staszie         | Detective | 5                | 2017      |
| Janet Andrewartha | Kathleen        | -         | 4                | 2017      |
| Harrison Molloy   | Sam Marin       | -         | 4                | 2017      |
| Zoe Bertram       | May Heywood     | -         | 3                | 2017      |
| Anthony Phelan    | William Heywood | -         | 3                | 2017      |
| Andrew McFarlane  | Donald Sheere   | -         | 3                | 2017      |
| Tony Briggs       | Threlfall       | Detective | 2                | 2017      |
| Nicholas Bell     | Gorman          | -         | 2                | 2017      |
| Katrina Milosevic | Claire          | -         | 2                | 2017      |

## Premios y nominaciones
| Año  | Categoría                         | Premio      | Nominado      | Resultado |
| ---- | --------------------------------- | ----------- | ------------- | --------- |
| 2018 | Most Outstanding Actor            | Logie Award | Hugo Weaving  | Ganó      |
| 2018 | Most Outstanding Supporting Actor | Logie Award | Anthony Hayes | Nominado  |

## Producción
La serie fue producida por Tony Ayres y Amanda Higgs, y escrita por Jacqueline Perske, Jonathan Gavin y Marieke Hardy. 
Contó con la participación de los directores Glendyn Ivin, Ana Kokkinos y Matthew Saville.
En abril del 2016 se anunció que las filmaciones de la serie habían comenzado en Melbourne.

## Adaptaciones
| País                 | Nombre         | Canal                         | Año de estreno     | Temporadas | Episodios |
| -------------------- | -------------- | ----------------------------- | ------------------ | ---------- | --------- |
| Australia (en árabe) | Mirage (Sarab) | TOD, beIN Series y beIN Drama | 7 de enero de 2025 | 1          | 10        |